# POW/MIA-Flagge

POW/MIA-Flagge

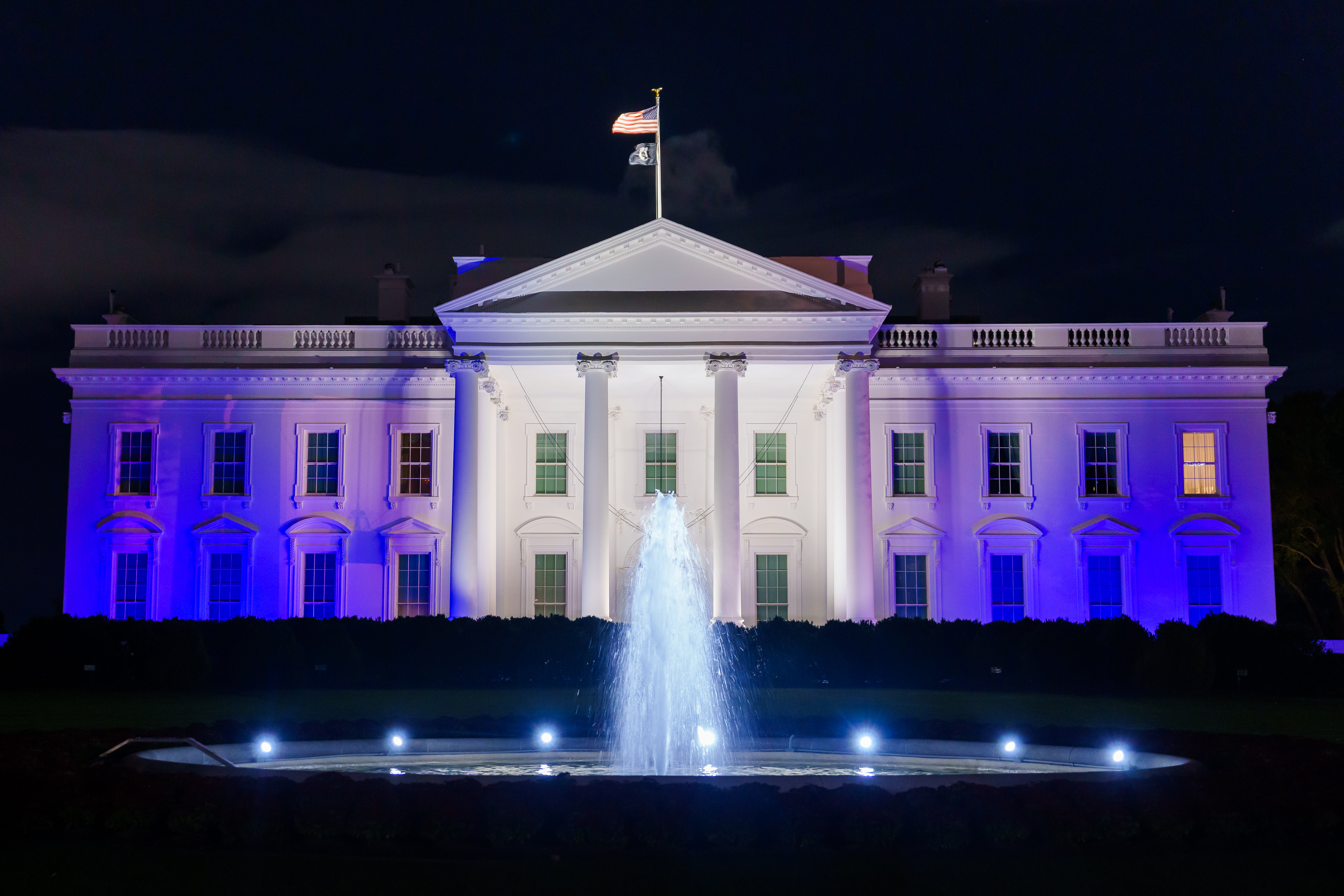
POW/MIA-Flagge auf dem weißen Haus, im Oktober 2023

Die POW/MIA-Flagge ist eine Flagge, die die Abkürzungen POW als englische Abkürzung für „prisoners of war“ (deutsch: Kriegsgefangene) und MIA für „missing in action“ (deutsch: vermisst im Kampfeinsatz) enthält. Sie wurde 1971 von der National League of Families of American Prisoners and Missing in Southeast Asia geschaffen. Die Flagge erinnert an die amerikanischen Kriegsgefangenen und Vermissten.
Die von Newton Heisley, einem ehemaligen Kampfpiloten im Zweiten Weltkrieg, entworfene, in Schwarz-Weiß gehaltene Flagge zeigt die Silhouette eines gesenkten Kopfes vor dem Hintergrund eines Stacheldrahts und eines Wachtturms. Neben den Schriftzügen „POW * MIA“ enthält sie den Satz „You are not forgotten“ (deutsch: „Ihr seid nicht vergessen“).
Die ursprünglich auf Grund der vermissten US-Soldaten des Vietnamkriegs entworfene Flagge erinnert heute an alle in Kriegen vermissten Amerikaner seit dem Zweiten Weltkrieg, insgesamt mehr als 88.000 Personen.
1988 wehte die POW/MIA-Flagge erstmals über dem Weißen Haus, seit 1989 ununterbrochen auf der Rotunde des Kapitols. Mittlerweile hat der US-Kongress die offizielle Benutzung der Flagge gesetzlich geregelt, sie wird nun an sechs nationalen Feiertagen (Armed Forces Day, Memorial Day, Flag Day, Independence Day, Veterans Day und am dritten Freitag im September, dem National POW/MIA Day) an allen Postämtern, dem Kapitol, dem Weißen Haus, nationalen Friedhöfen, Militärbasen und allen Denkmälern des Korea- und Vietnamkriegs gehisst.
Die POW/MIA-Flagge weht auch am Gipfel des Mount POW/MIA in Alaska permanent, wo sie jährlich am Memorial Day durch eine neue ersetzt wird.
Die Suche nach Kriegsgefangenen und vermissten Soldaten ist Aufgabe des Joint POW/MIA Accounting Commands, einer Arbeitsgruppe des Verteidigungsministeriums der Vereinigten Staaten.